# Irving Finkel
Dr Irving Leonard Finkel (født 1951) er en britisk filolog og assyriolog. Han er ansat som Assistant Keeper of Ancient Mesopotamian script, languages and cultures hos Department of the Middle East på British Museum i London, hvor han er specialiseret i kileskrift-inskriptioner på lertavler fra Mesopotamien.
Finkel forsker i brætspils historie, og han sidder i redaktionen på Board Game Studies. Blandt hans forskningsresultater er fastsættelsen af reglerne i Kongespillet fra Ur.

### Akademisk
- ——— (2021). The First Ghosts: Most Ancient of Legacies. Hodder & Stoughton.
- ——— (2014). The Ark Before Noah: Decoding the Story of the Flood. Hodder & Stoughton. ISBN 978-1444757057.
- ———, red. (2008). Ancient Board Games in Perspective: Papers from the 1990 British Museum colloquium with additional contributions. London: British Museum.[4]
- ———; Geller, M.J., red. (2007). The Wellcome Conference on Babylonian Medicine. Styx.
- ———. "Report on the Sidon Cuneiform tablet". Archaeology & History in Lebanon. 24 (Autumn 2006): 114-20.
- ——— (2005). "Documents of the Physician and Magician".  I Spar, I.; Lambert, W.G. (red.). Cuneiform Inscriptions in the Metropolitan Museum. New York. s. 155-76.
- ——— (2005). "Explanatory Commentary on a List of Materia Medica".  I Spar, I.; Lambert, W.G. (red.). Cuneiform Inscriptions in the Metropolitan Museum. New York. s. 279-83.
- ——— (2003). "Pachisi in Arab Garb". Board Games Studies. 5: 65-78.
- ———; Reade, J.E. (2002). "On some inscribed Babylonian alabastra". Journal of the Royal Asiatic Society. 12 (1): 31-46.

### Fiktion
- ——— (2018). The Writing in the Stone. Medina Publishing. ISBN 978-1-909339-95-8.
- ——— (2012). Miss Barbellion's Garden. Kennedy & Boyd. ISBN 978-1-84921-071-3.
- ——— (2010). Swizzle de Brax and the Blungaphone. Kennedy & Boyd. ISBN 978-1-84921-082-9.
- ——— (2008). The Princess Who Wouldn't Come Home. Kennedy & Boyd. ISBN 978-1-904999-80-5.
- ——— (2007). The Last Resort Library. Kennedy & Boyd. ISBN 978-1-904999-41-6.